# 法倫 (加利福尼亞州)
法倫（英語：Fallon）是位於美國加利福尼亞州馬林縣的一個非建制地區。該地的面積和人口皆未知。

## 地理
法倫的座標為38°16′29″N 122°54′21″W / 38.27472°N 122.90583°W，而該地的平均海拔高度為23米（即75英尺）。